# 手鐲合唱團
手鐲合唱團（The Bangles）是1980年代美國的一個女子四人團體，曲風為流行搖滾（pop rock），擁有多首暢銷單曲。

## 歷史
手鐲合唱團的前身，是蘇珊娜霍夫（Susanna Hoffs，主唱兼吉他）與維琪彼得森（Vicki Peterson，吉他兼主唱）、 黛比彼得森 （Debbi Peterson，鼓手兼主唱）於1980年在洛杉磯組成的三人樂團，之後 又有麥可史提（Michael Steele，貝斯兼主唱）加入陣容。儘管其中蘇珊娜霍夫的外型與嗓音較其他成員更受矚目，經常被視為是樂團的主唱，但事實上她們的專輯歌曲經常是由四人共同分擔主唱的工作，這也是該團的一大特色。
她們初期的創作風格受到披頭四等搖滾樂團的影響。1984年發行第一張專輯All Over the Place，這張專輯雖然並未熱銷，但廣受樂迷好評。隨著知名度大幅提升，得到流行音樂家王子（Prince）的注意，為她們寫下了Manic Monday這首歌，收錄在她們的第二張專輯Different Light當中。這張專輯的曲風比前一張更偏向流行音樂，也更為成功，包含冠軍曲Walk Like an Egyptian
（該曲後來在日本2014年的深夜電視動畫「JoJo的奇妙冒險 星塵鬥士」片尾曲採用），將手鐲合唱團推向了主流樂壇，也廣受全球歌迷喜愛。1988年她們推出第三張專輯Everything，延續了前一張專輯的成功，單曲Eternal Flame廣受好評。
儘管接連地受到市場肯定，但團員們的工作關係卻也逐漸惡化，最終導致解散。之後四位成員各自發展音樂生涯，發行個人專輯，外型亮麗的蘇珊娜霍夫甚至參與了電影演出，但聲勢與成績遠不如組團的時代。直到1999年起她們再度復合灌錄單曲，並在2003年推出了最後一張專輯Doll Revolution，但並未受到市場的再度肯定。
2005年麥可史提正式宣佈離團。其他的團員則繼續於各國巡迴演唱。

## 連結
- The Bangles official website （页面存档备份，存于）
- The Bangles Discography
- Allmusic.com Entry （页面存档备份，存于）
- 'The Bangles' Vocal Group Hall of Fame Page